# Borovice kleč
Borovice kleč (Pinus mugo), kosodřevina, je jehličnatý strom klečovitého, řidčeji křovitého vzrůstu, bez hlavního kořene. Dorůstá do výšky 1–2 metry a vyskytuje se převážně v horských oblastech nad horní hranicí lesa, popř. v nižších polohách na rašeliništích či vrchovištích.

## Synonyma
- Pinus montana
- Pinus mughus
- Pinus pumilio

## Popis
Borka hnědošedá, neodlupčivá. Letorosty světle zelené, později hnědé až černošedé, lysé. Jehlice po dvou, hustě obrůstající větvičky, 3–8 cm dlouhé, srpovitě zahnuté, na obou stranách s průduchy. Kvete v červnu až červenci. Šišky jsou symetrické, jednotlivé nebo v přeslenech, vejčitě kuželovité, přisedlé nebo krátce stopkaté. Štítky jsou stejně utvářené, mají vesměs ostrý příčný kýl, pupek se nachází uprostřed štítku a má zpravidla pichlavý hrot.

## Výskyt
Na horní hranici lesa, převážně v zóně subalpinské vegetace, v Alpách, v severních a středních Dinaridech, Karpatech a pohořích severního Balkánu.
Kromě těchto hlavních oblastí se vyskytuje izolovaně v pohořích Jura, Vogézy, Šumava, Jizerské hory, Tatry a Krkonoše, nejjižněji ve střední Itálii v pohoří Abruzzy. Velice často se spontánně kříží s borovicí blatkou, borovicí zobanitou i s borovicí lesní.
V porostech kleče se ze stromovitých forem vyskytují už jen borovice limba a řidčeji smrk ztepilý, které zde rostou jako solitéry.

## Systematika
Rozlišujeme 2 variety:
- P. mugo var. mugo – poléhavé nebo vystoupavé keře, rostoucí převážně ve vyšších horách na holích nad zónou lesa a místy sestupující níže na skalnatých, výjimečně rašelinných stanovištích (Alpy, Šumava, Jizerské hory, Krkonoše, Karpaty, hory Balkánu, Dinárská pohoří, Abruzzy).
- P. mugo var. pseudopumilio (Willk.) Domin, 1935 – vzpřímené keře nebo nízké vícekmenné stromky, rostoucí na rašelinných stanovištích v zóně horského lesa (poh. Schwarzwald, Smrčiny, Slavkovský les, Krušné hory, Šumava, Novohradské hory, Kladsko).

## Použití

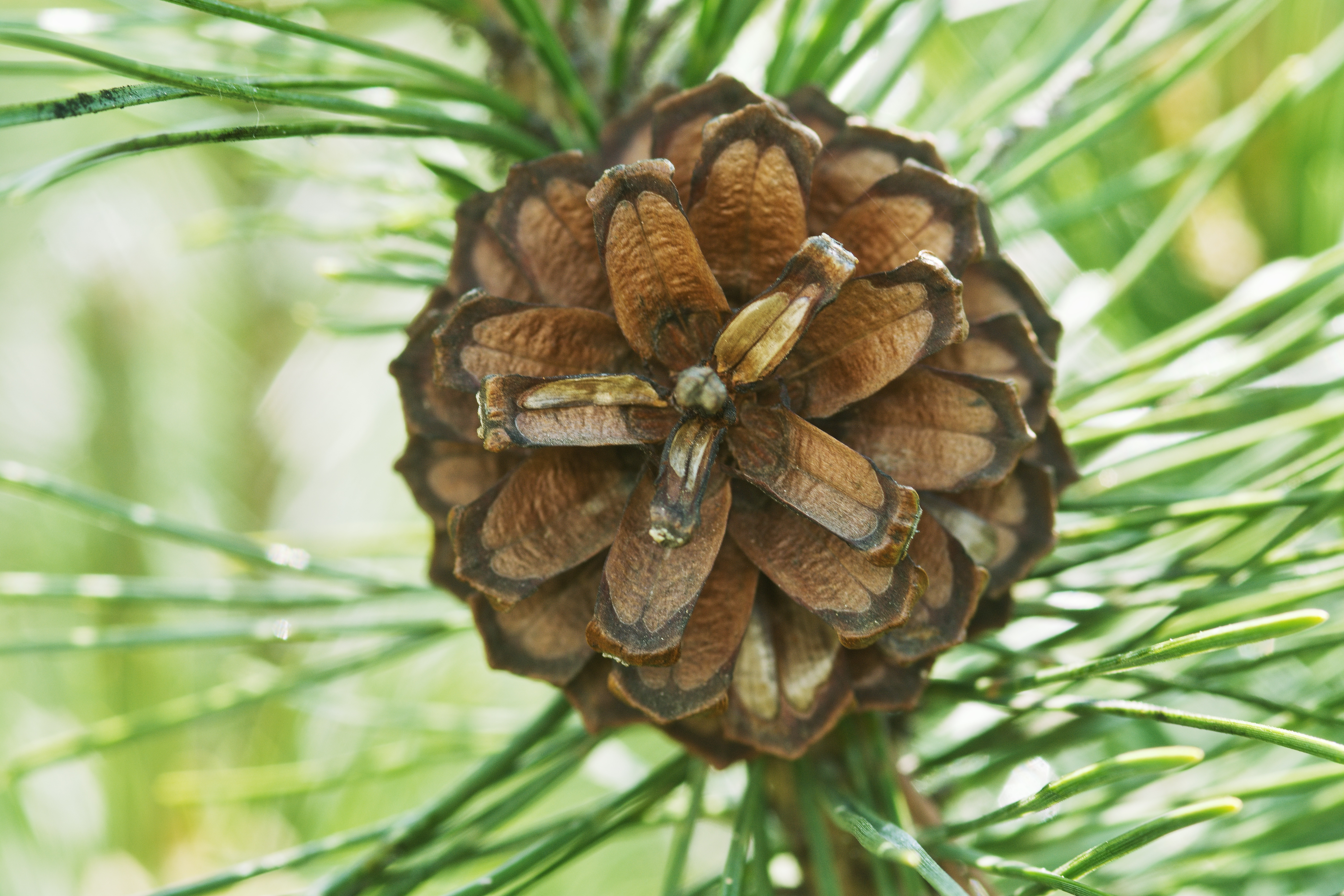
Detail šišky borovice kleče (Pinus mugo) i se semenem.

Jako okrasná rostlina, se tato stálezelená dřevina s kompaktním růstem se vysazuje do ozdobných skalek, suchých zídek, nádob a sušších záhonů s dalšími trvalkami na slunných stanovištích, kde vytváří ideální tmavé pozadí pro vyniknutí jiných dřevin nebo trvalek. Lze ji použít v nádobách, je však riziko vysýchání balu což vede rychle k úhynu.
Druh je široce pěstován jako bonsaj. Je velmi oblíben v japonské zahradě a také čínském stylu úprav zahrad.

## Pěstování
Vyžaduje slunečné polohy, v polostínu trpí. Preferuje propustné půdy, nesnáší zamokření na rozdíl od podobného druhu Pinus uncinata. Množení řízky, semeny. Nesnáší moc dobře suchý vzduch, bývá poškozována suchem během kolísajících jarních teplot (fyziologická sypavka), trpí také houbovými chorobami.